# Så Ka I Lære Det
Så Ka I Lære Det er et dansk hiphop undergrundsnummer, der blev produceret af Christian Sundsdal (fra danskrap.dk) i 2003. Han ville samle 9 rappers og en DJ. Det lykkedes at samle Danmarks kendte og undergrunds rappere MC Clemens, Orgi-E, L.O.C, Niarn, Bai-D, Troo.L.S, 37. Mass, Knox og Acorn. Nummeret var en debutchance for mange af nutidens kendte unge rappere.

## Musikvideo
Samtidig med at tracket blev indspillet, blev der også lavet en musikvideo. Musikvideoen indeholder optagelser med alle rapperne fra et hjemmevideo kamera, der har optaget dem under indspilningen af deres vokaler, i Tabu Records studiet.